# C (chiffre romain)
Cette page contient des caractères spéciaux ou non latins. S’ils s’affichent mal (▯, ?, etc.), consultez la page d’aide Unicode.
Pour les articles homonymes, voir C.
C est le nombre 100 dans la numération romaine. Il est représenté par la lettre C, abréviation du latin centum, cent.

## Représentations informatiques
Le chiffre romain C peut être représenté avec les caractères Unicode suivant :
- lettre latine C majuscule C : U+0043
- lettre latine C minuscule c : U+0063
- chiffre romain cent Ⅽ : U+216D
- chiffre romain minuscule cent ⅽ : U+217D

La lettre latine C (U+0043 et U+0063) est habituellement recommandée. Les chiffres romains cents (U+216D et U+217D) ayant été codé dans Unicode pour compatibilité avec des codages est asiatiques, ils peuvent être utiles dans des textes verticaux conservant leur orientation ou lorsque leur largeur doit être uniforme.